# بونام ديلون
بونام ديلون (بالهندية: पूनम ढिल्लों) هي ممثلة هندية، ولدت في 18 أبريل 1962 في الهند. بدأت مشوارها المهني سنة 1978.

## أعمال

### أفلام
- (1985) تيري ميهربانيان
- (2009) ديل بولي هاديبا

## وصلات خارجية
- بونام ديلون على موقع IMDb (الإنجليزية)
- بونام ديلون على موقع ألو سيني (الفرنسية)
- بونام ديلون على موقع أول موفي (الإنجليزية)
- بونام ديلون على موقع قاعدة بيانات الفيلم (الإنجليزية)
- بونام ديلون على موقع كينوبويسك (الروسية)